# Bovan (Bośnia i Hercegowina)
Bovan (cyr. Бован) – wieś w Bośni i Hercegowinie, w Republice Serbskiej, w gminie Rudo. W 2013 roku liczyła 178 mieszkańców.